# Iglesia de Nuestra Señora de los Ángeles (Chelva)

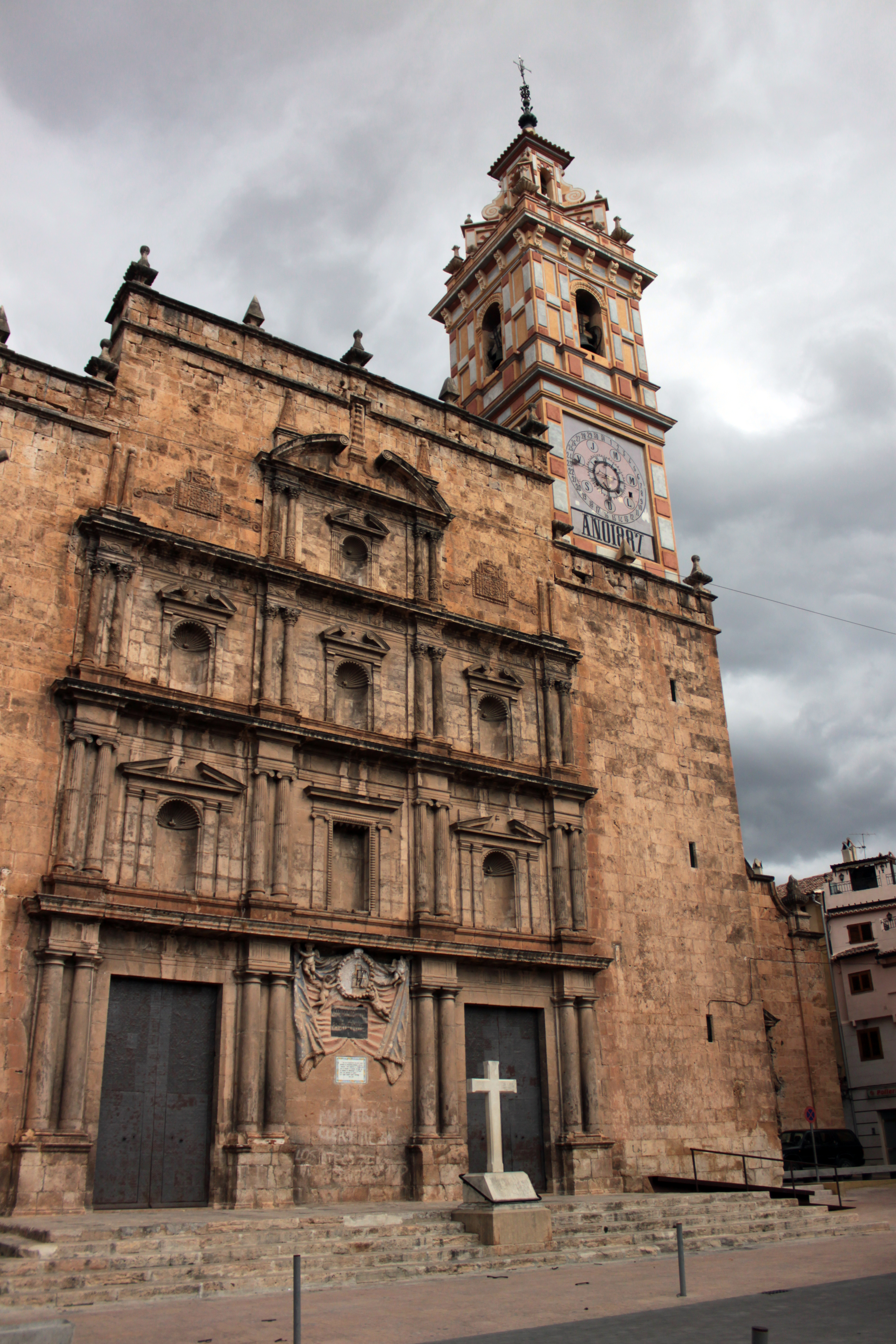
Iglesia arciprestal

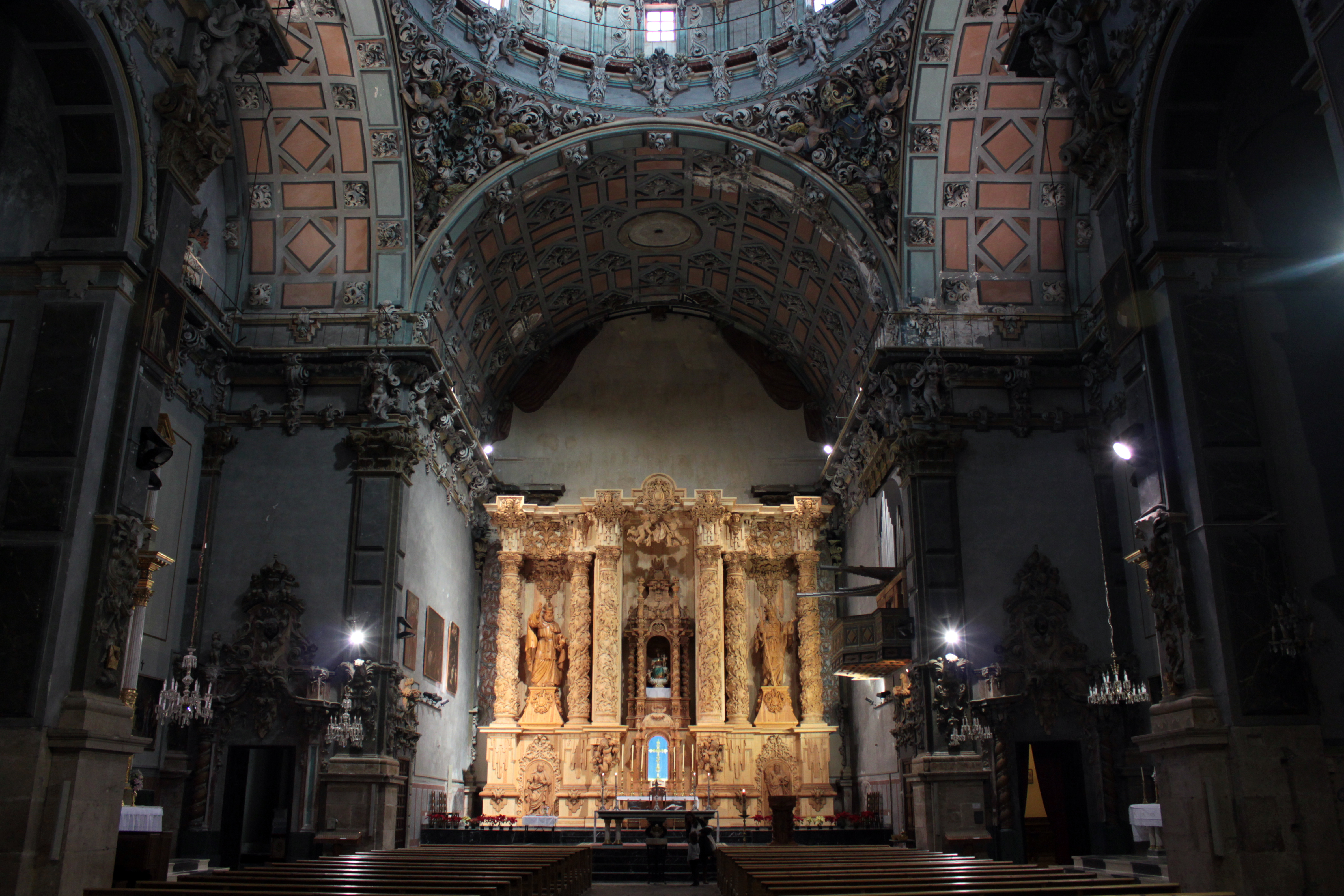
Vista del retablo principal

La iglesia de Nuestra Señora de los Ángeles se sitúa en el municipio de Chelva, en la provincia de Valencia. Se trata de un edificio de arquitectura religiosa construido entre los siglos XVII y XVIII de estilos manierista y barroco, que posee una importante colección de pintura y orfebrería.

## Descripción
Esta iglesia de planta de cruz latina, con capillas laterales y crucero de igual profundidad inscrita en un rectángulo, está inspirada en la romana iglesia del Gesù de Jacopo Vignola. Cuenta con el primer campanario barroco y la mayor cúpula del momento en la región que hoy es la Comunidad Valenciana, así como una grandiosa portada manierista extraordinariamente trabajada. Su ornamentación interior es característica de su autor, el turolense Juan Pérez Castiel, uno de los mejores arquitectos de su época que trabajó en muchas iglesias valencianas.
La nave se cubre con bóveda de cañón, reforzada con arcos fajones, en la que se abren en cada tramo sus correspondientes lunetas, en cuyos arcos formeros se sitúan grandes ventanas rectangulares que iluminan la misma. El profundo presbiterio también se cubre con bóveda de cañón, pero sin lunetos, y sustituyendo los arcos fajones por un casetonado rectangular.
La gran cúpula del crucero es circular y de tambor bajo. En él se abren ocho ventanas enmarcadas de rocalla, y todo descansa en cuatro pechinas cubiertas por la típica decoración de Pérez Castiel: ángeles tenantes que portan escudos alegóricos, rodeados de un vigoroso amontonamiento de retorcida hojarasca.
Destacan las puertas de la sacristía y de la antigua capilla de la Comunión por su densidad ornamental: dos columnas salomónicas soportan un entablamento, iniciando muy pronto una brusca elevación hacia el centro, diluyéndose en una serie de motivos orgánicos guardando simetría.
En las ventanas del crucero Pérez Castiel adelanta una solución que quince años más tarde se incorporaría al repertorio barroco más utilizado: el arquitrabe escalonado. En conjunto, la decoración es magnífica, y muy característica de Pérez Castiel y su aparatosidad no resulta agobiante, dadas las proporciones del templo.
La fachada manierista, nada tiene que ver con la decoración efectista y bulliciosa del interior. Se trata de una portada retablo, que se compone de cuatro pisos de tres vanos cada uno, excepto el último que solo tiene uno. Los vanos quedan separados por semicolumnas pareadas superpuestas, de abajo a arriba, dórico, jónico, corintio y compuesto con sus órdenes. A medida que se sube, la transgresión del canon aumenta: los fustes de las columnas van adoptando ornatos contenidos y van reduciendo su altura sin reducir la distancia entre ellas. Esto junto a la continuidad de las cornisas, hace que las proporciones se horizontalicen y achaten. Como rareza resalta que el acceso se realiza por dos entradas laterales quedando el vano central ciego.
El campanario es de planta cuadrada y rematado por una estructura típica en ladrillo, donde el templete de coronamiento está asegurado por cuatro contrafuertes de perfil rectangular dispuestos en diagonal. Cada uno de ellos se perfora con un arco de medio punto y soporta un aletón macizo que lo une con la espadaña que se cubre con un acusado tejadillo de teja azulada a cuatro aguas.
La capilla de la Comunión más tardía, fue acabada en 1770, se sitúa en el costado derecho y es como una réplica a menor escala del templo, aunque su presbiterio es semicircular y su decoración menor.